# Celeste Rinaldi
Pour les articles homonymes, voir Rinaldi.
Celeste Rinaldi est un architecte et égyptologue italien. Ses principales études, en collaboration avec Vito Maragioglio, portent sur l'architecture des pyramides égyptiennes et plus particulièrement les pyramides de la région memphite. Leurs comptes rendus sont encore aujourd'hui les références absolues en matière d'architecture des pyramides.

## Publications
- L'architettura delle piramidi Menfite, avec Vito Maragioglio ;
- Korosko-Kasr Ibrim. Incisioni rupestri nubiane, avec Vito Maragioglio, Curto ;